# Bahnhof Friedrichshafen Stadt
Der Bahnhof Friedrichshafen Stadt ist der größte Bahnhof der Stadt Friedrichshafen am Bodensee und ein Eisenbahnknoten in Baden-Württemberg. Er besitzt fünf Bahnsteiggleise und wird täglich von ungefähr 160 Zügen der Deutschen Bahn und der Bodensee-Oberschwaben-Bahn bedient. Im Bahnhof enden die Strecken Ulm–Friedrichshafen und Stahringen–Friedrichshafen, gleichzeitig beginnt hier die Bahnstrecke Friedrichshafen–Lindau. Ein weiterer wichtiger Bahnhof im Stadtgebiet ist der Hafenbahnhof, der heute als Bahnhofsteil von Friedrichshafen Stadt klassifiziert ist und durch die Bahnstrecke Friedrichshafen Stadt–Friedrichshafen Hafen mit diesem verbunden ist.

## Lage
Der Bahnhof liegt im Nordwesten der Innenstadt. Das Empfangsgebäude steht südlich der Gleise und besitzt die Adresse Stadtbahnhof 1. Südlich des Empfangsgebäudes am Bahnhofplatz erstrecken sich der Busbahnhof und die Friedrichstraße, die den Bahnhof mit der Innenstadt verbindet. An ihrem Südende trennt sie der Stadtgarten vom Ufer des Bodensees, das etwa 200 Meter vom Bahnhof entfernt ist. Nördlich des Bahnhofs befinden sich die Eugenstraße und der Franziskusplatz. Im Osten unterquert die Kreisstraße 7739, die an dieser Stelle Riedleparkstraße heißt, mittels eine Unterführung die Gleise. Im Westen des Bahnhofs werden die Gleisanlagen von der Olgastraße mit einem Bahnübergang überquert.

## Geschichte

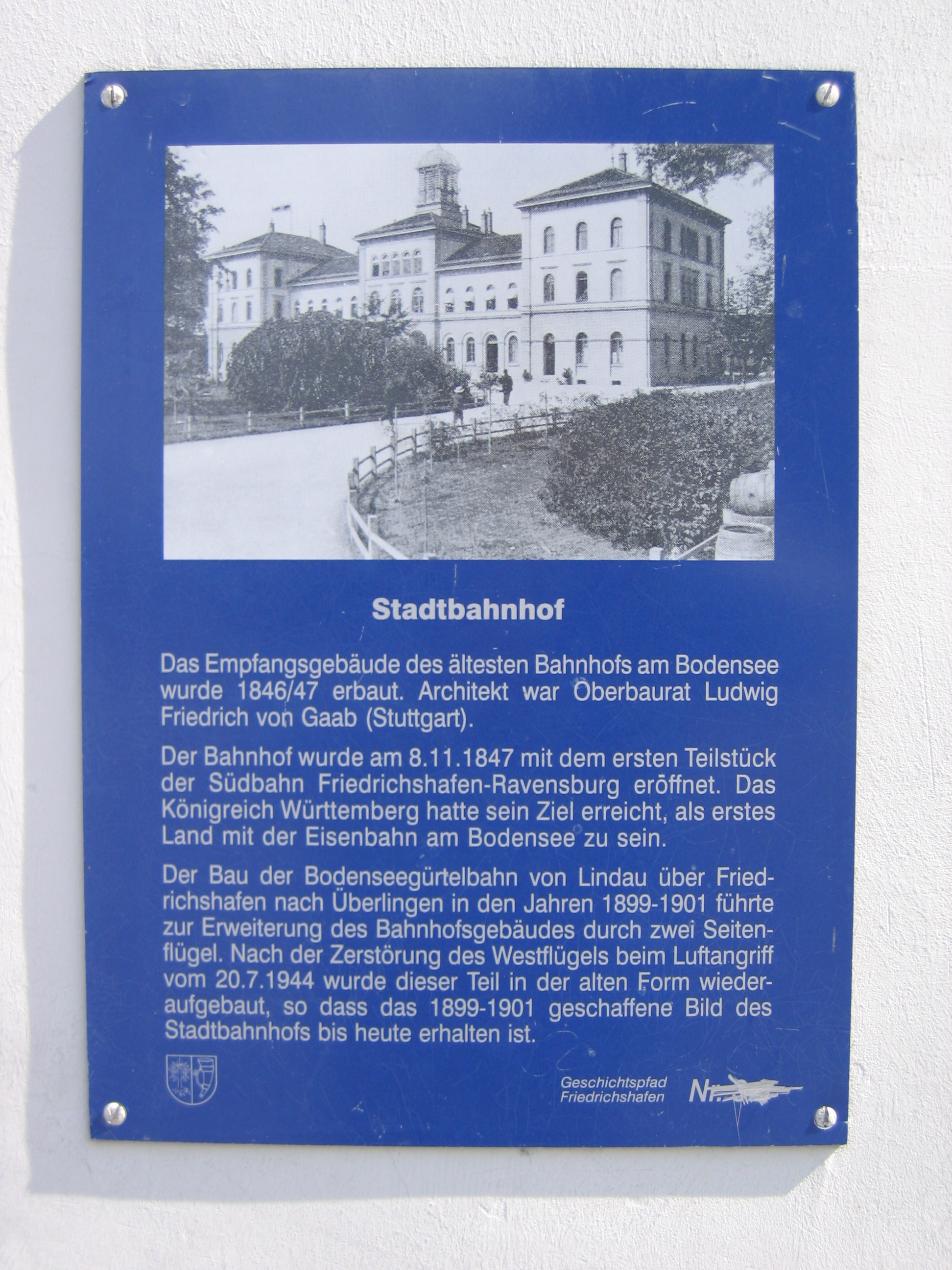
Geschichtspfad: Infotafel Stadtbahnhof Friedrichshafen

Der Bahnhof Friedrichshafen Stadt wurde am 8. November 1847 als erster Bahnhof am Bodensee zusammen mit dem ersten Teilstück Ravensburg–Friedrichshafen der Württembergischen Südbahn eröffnet. Das Empfangsgebäude wurde in den Jahren 1846 bis 1848 vom Architekten Ludwig Friedrich von Gaab errichtet. Am 1. Oktober 1899 folgte die Strecke nach Lindau, bevor am 2. Oktober 1901 auch die Strecke nach Überlingen in Betrieb ging, womit die Station ein Knotenbahnhof mit der Bodenseegürtelbahn wurde. Für die beiden neuen Strecken wurden zwei Seitenflügel an das Empfangsgebäude angebaut. Am 2. Juni 1922 nahm die von der Württembergischen Nebenbahnen AG betriebene Strecke nach Oberteuringen ihren Betrieb auf, die mittlerweile stillgelegt ist. Im Zweiten Weltkrieg wurde bei einem Luftangriff am 20. Juli 1944 der Westflügel des Empfangsgebäudes zerstört, dieser wurde nach dem Krieg im ursprünglichen Umfang wiederaufgebaut.
Von Oktober 2021 bis Juni 2025 wurde der Bahnhof modernisiert. Unter anderem wurden die Bahnsteige an den Gleisen 1 bis 5 erneuert und erhöht. Die erwarteten Kosten erhöhten sich in dieser Zeit von 15 auf 23,5 Millionen Euro.

## Infrastruktur
Seit dem Jahr 2021 sind die Strecken nach Ulm, nach Lindau und zum Hafenbahnhof elektrifiziert. Die Elektrifizierung der Strecke Richtung Radolfszell ist in der Projektphase.

### Empfangsgebäude
Im Empfangsgebäude befinden sich ein Kundenzentrum des Bodensee-Oberschwaben Verkehrsverbund, eine Bahnhofsgaststätte, ein Schnellrestaurant und ein Imbiss. Im Nebengebäude sind ein Posten der Bundespolizei und ein Zeitschriftengeschäft untergebracht. Eine Bahnhofsmission befindet sich in einem kleinen Gebäude westlich des Empfangsgebäudes. 

### Bahnsteige und Bahnsteiggleise

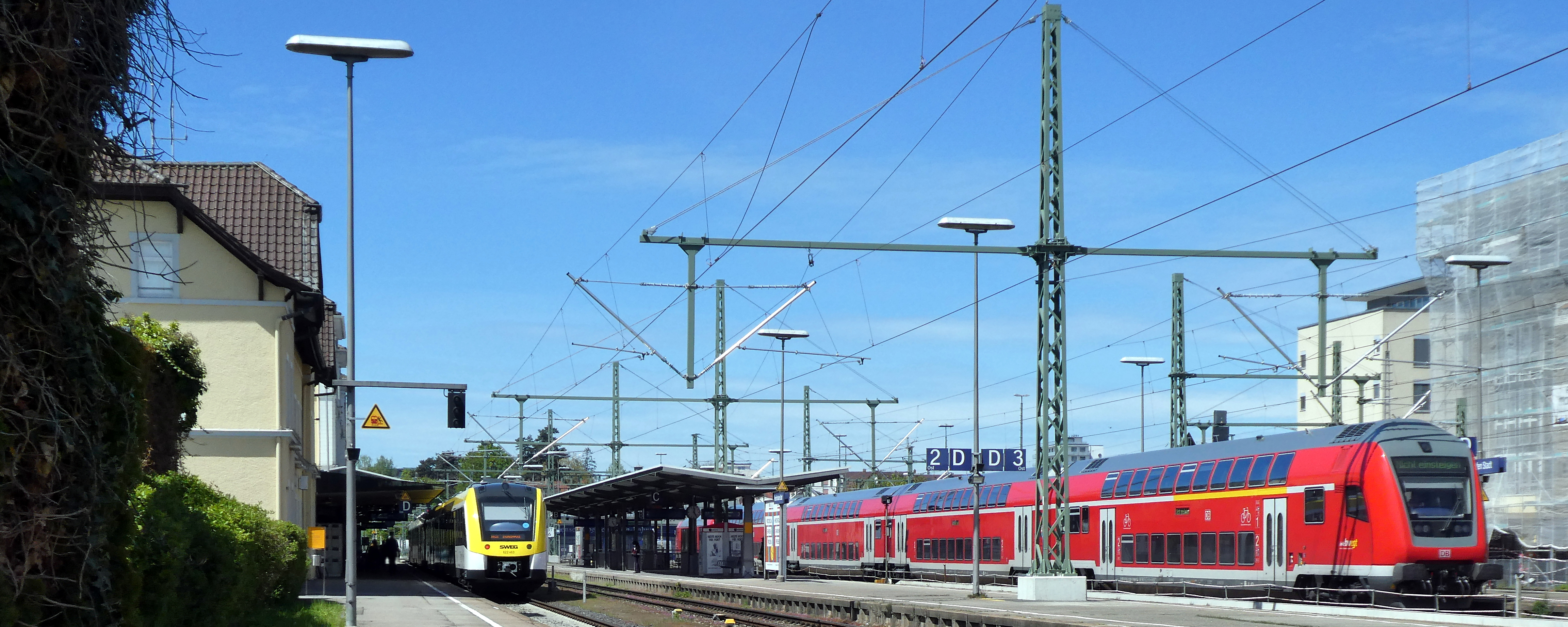
Bahnsteige und Gleisseite des Bahnhofsgebäudes im Jahr 2021

Der Bahnhof Friedrichshafen Stadt besitzt fünf Gleise an drei Bahnsteigen, wobei sich Gleis 1 am Hausbahnsteig befindet. Alle Bahnsteige sind überdacht und verfügen über digitale Zugzielanzeiger. Die Mittelbahnsteige sind über eine Unterführung mit dem Hausbahnsteig und dem Franziskusplatz verbunden. Für die Barrierefreiheit wurden Aufzüge an allen Bahnsteigen sowie eine Rampe am Franziskusplatz errichtet. Das Modernisierungsprogramm mit barrierefreiem Ausbau wurde am 26. Juni 2025 abgeschlossen.
| Gleis | Nutzbare Länge in m | Bahnsteighöhe in cm | Nutzung                                                                                           |
| ----- | ------------------- | ------------------- | ------------------------------------------------------------------------------------------------- |
| 1     | 250                 | 55                  | RJX und ICE nach Innsbruck, IRE nach Ulm, RB nach Radolfzell, Friedrichshafen Hafen und Aulendorf |
| 2     | 352                 | 55                  | RE und RB nach Lindau, Friedrichshafen Hafen und Aulendorf                                        |
| 3     | 352                 | 55                  | RJX und ICE Richtung Ulm, IRE nach Ulm, RB nach Friedrichshafen Hafen                             |
| 4     | 265                 | 55                  | IRE nach Ulm, Basel und Lindau, RB nach Friedrichshafen Hafen und Ravensburg                      |
| 5     | 265                 | 55                  | einzelne RB nach Friedrichshafen Hafen, Radolfzell, Lindau und Ravensburg                         |

### Stellwerk

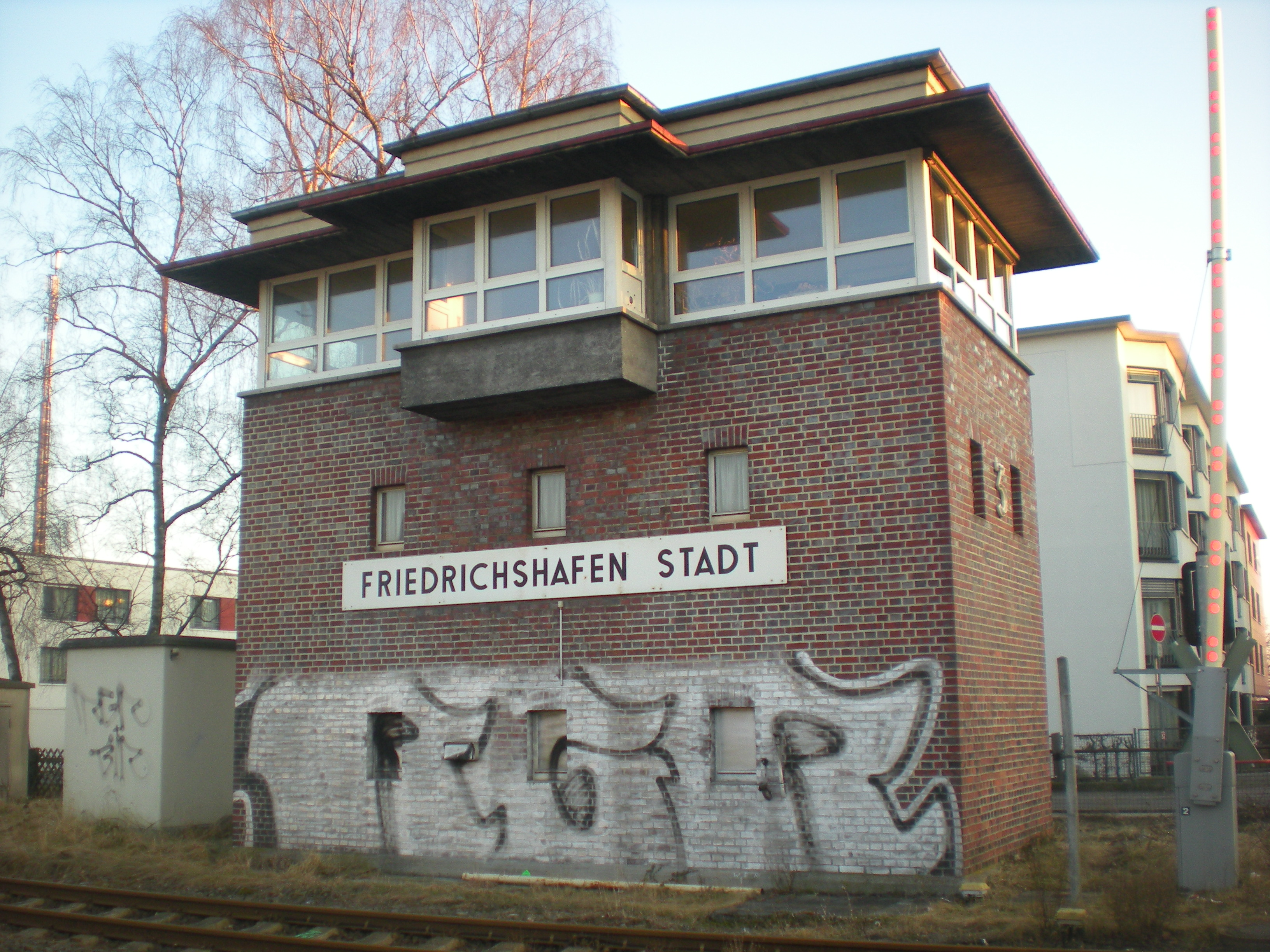
Elektromechanisches Stellwerk im Westen des Bahnhofs

Bis zum 28. November 2004 wurden die Signale und Weichen des Bahnhofes aus drei elektromechanischen Stellwerken der Bauart 1912 von Siemens & Halske gesteuert, die in den Jahren 1930, 1947 und 1953 eröffnet worden waren. Seit dem 28. November 2004 wird der Bahnhof aus der Betriebszentrale Karlsruhe mit einem elektronischen Stellwerk von Lorenz gesteuert.

## Verkehr

### Fernverkehr
Im Schienenpersonenfernverkehr bedienen folgende Linien die Stadt:
| Linie  | Strecke | Frequenz    | Betreiber      |
| ------ | --- | ----------- | -------------- |
| RJ 28  | Frankfurt (Main) Hbf – Stuttgart – Ulm – Friedrichshafen Stadt – Lindau-Reutin – Bregenz – Innsbruck – Salzburg – Linz – Wien Hbf – Wien Flughafen                      | ein Zugpaar | DB Fernverkehr |
| ICE 32 | Dortmund – Hagen – Wuppertal – Köln – Koblenz – Mainz – Mannheim – Heidelberg – Stuttgart – Ulm – Friedrichshafen Stadt – Lindau-Reutin – Bregenz – Innsbruck           | ein Zugpaar | DB Fernverkehr |
| ICE 32 | Innsbruck – Bregenz – Lindau-Reutin – Friedrichshafen Stadt – Ulm – Stuttgart – Heidelberg – Mannheim – Mainz – Koblenz – Köln – Düsseldorf – Essen – Bochum – Dortmund | ein Zugpaar | DB Fernverkehr |

### Regionalverkehr
Im Regionalverkehr halten folgende Linien in Friedrichshafen:
| Linie                    | Strecke | Frequenz                                                            | Betreiber                  |
| ------------------------ | --- | ------------------------------------------------------------------- | -------------------------- |
| RE 3                     | Friedrichshafen Hafen – Friedrichshafen Stadt – Radolfzell – Singen (Hohentwiel) – Schaffhausen – Waldshut – Basel Bad Bf | Zweistundentakt                                                     | DB Regio                   |
| RE 3                     | Ulm – Biberach – Aulendorf – Ravensburg – Friedrichshafen Stadt – Lindau-Reutin                                           | Stundentakt                                                         | DB Regio                   |
| RE 5                     | Stuttgart – Plochingen – Göppingen – Ulm – Biberach – Aulendorf – Ravensburg – Friedrichshafen Stadt                      | Stundentakt                                                         | DB Regio                   |
| RB 31                    | Friedrichshafen Hafen – Friedrichshafen Stadt – Überlingen – Radolfzell                                                   | Stundentakt                                                         | DB Regio                   |
| RB 91                    | Aulendorf – Ravensburg – Friedrichshafen Stadt – Friedrichshafen Hafen                                                    | Stundentakt, HVZ Halbstundentakt Ravensburg – Friedrichshafen Stadt | Bodensee-Oberschwaben-Bahn |
| RB 93                    | Friedrichshafen Stadt – Lindau-Insel                                                                                      | Stundentakt                                                         | DB Regio                   |
| FEX 12                   | Stuttgart – Ulm – Aulendorf – Friedrichshafen Stadt – Radolfzell – Singen                                                 | ein Zugpaar sams-, sonn- und feiertags im Sommerhalbjahr            | SVG                        |
| Stand: 15. Dezember 2024 | |                                                                     |                            |

 Aktuell eingesetzte Züge 

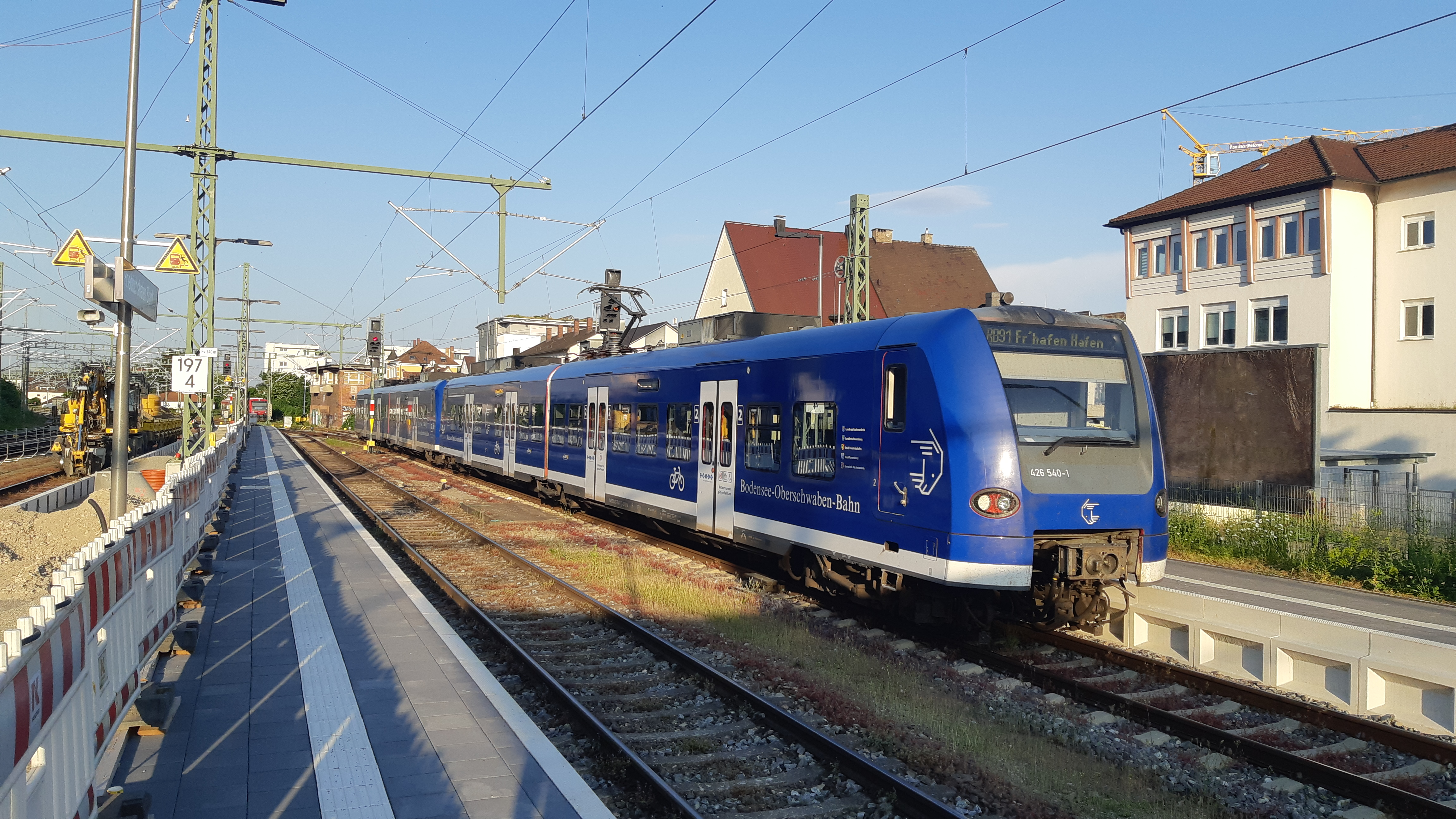
Baureihe 426 der BOB nach Aulendorf/ Friedrichshafen Hafen
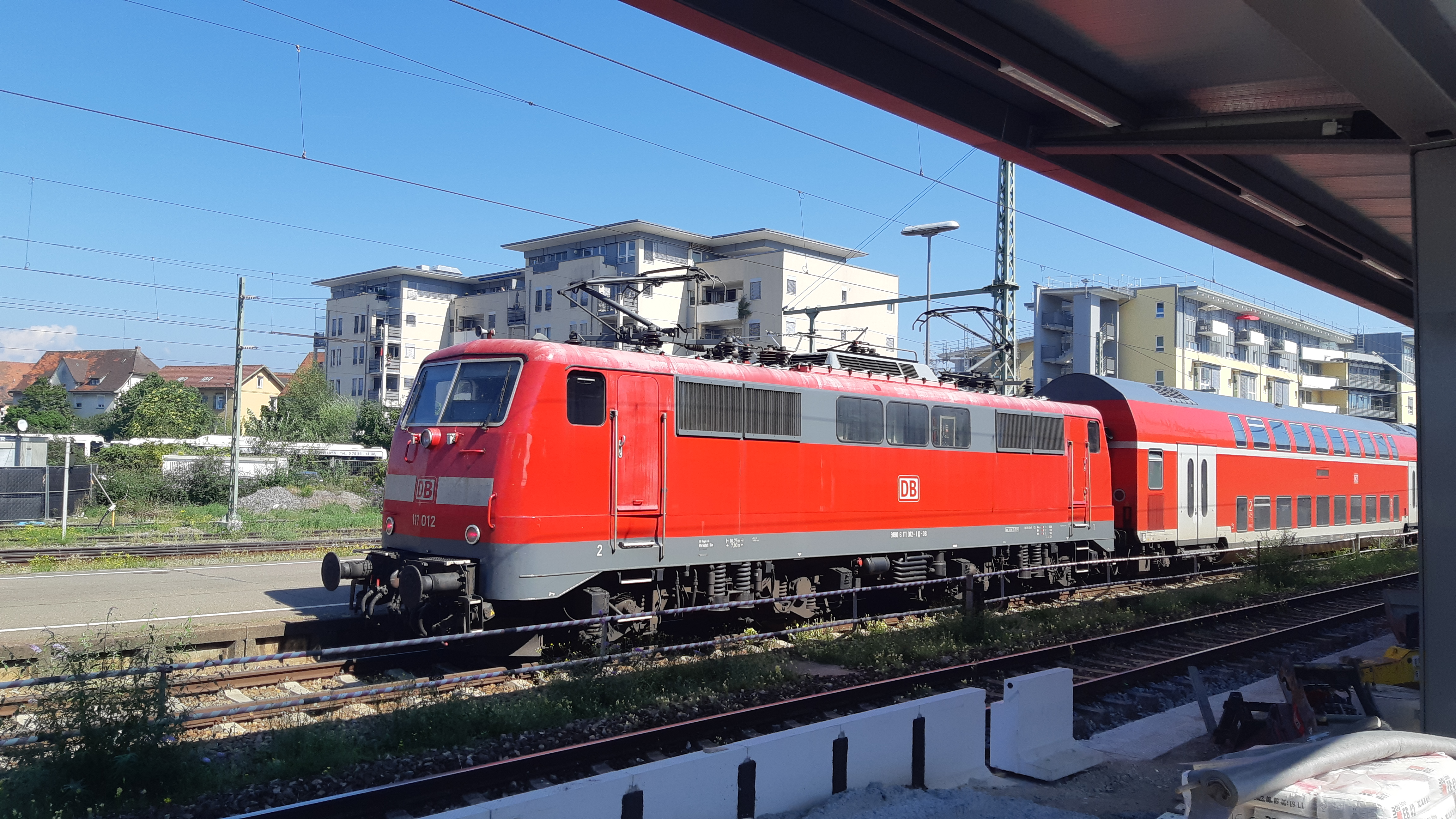
Baureihe 111 mit RE nach Stuttgart
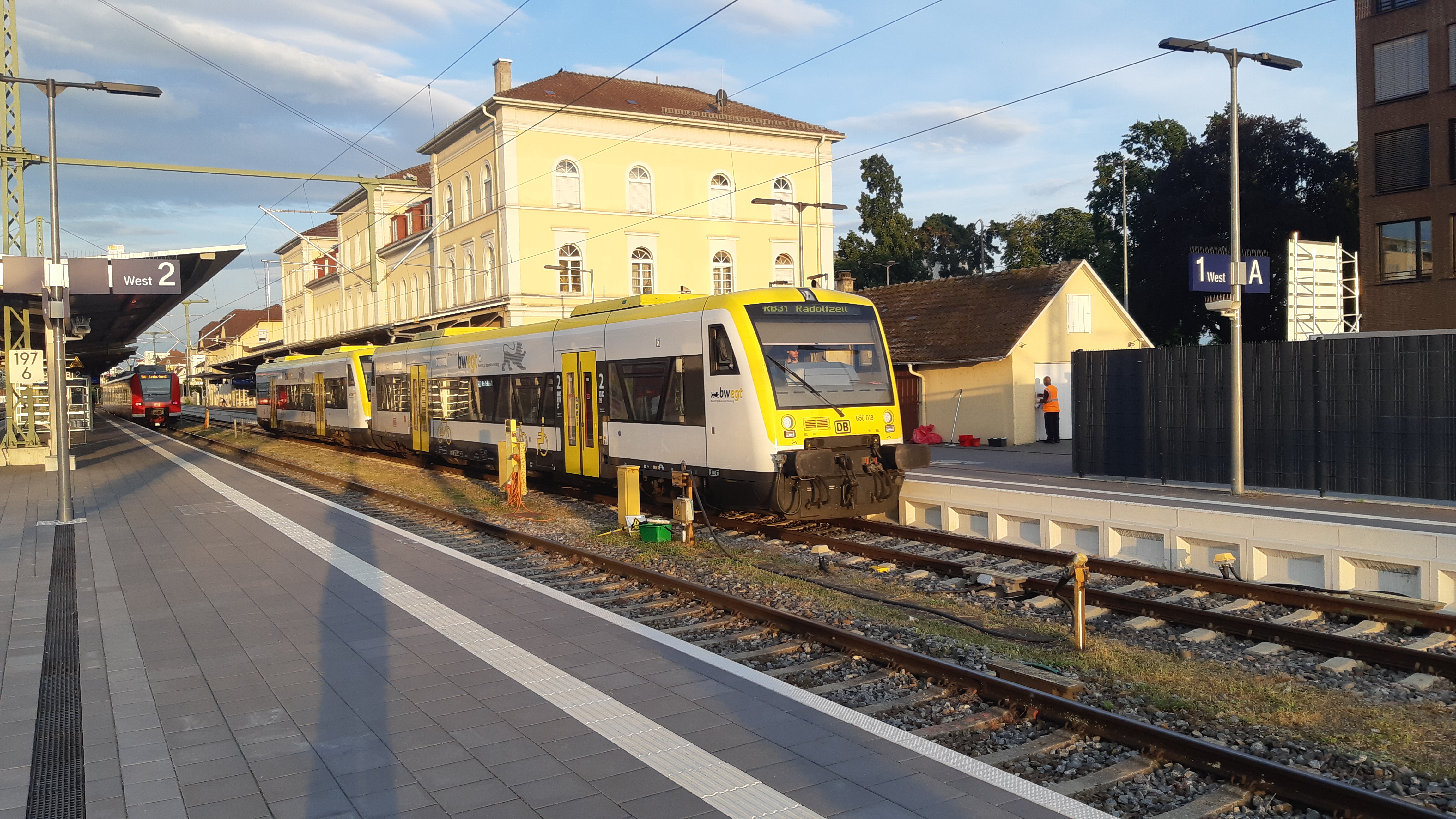
Baureihe 650 nach Radolfzell
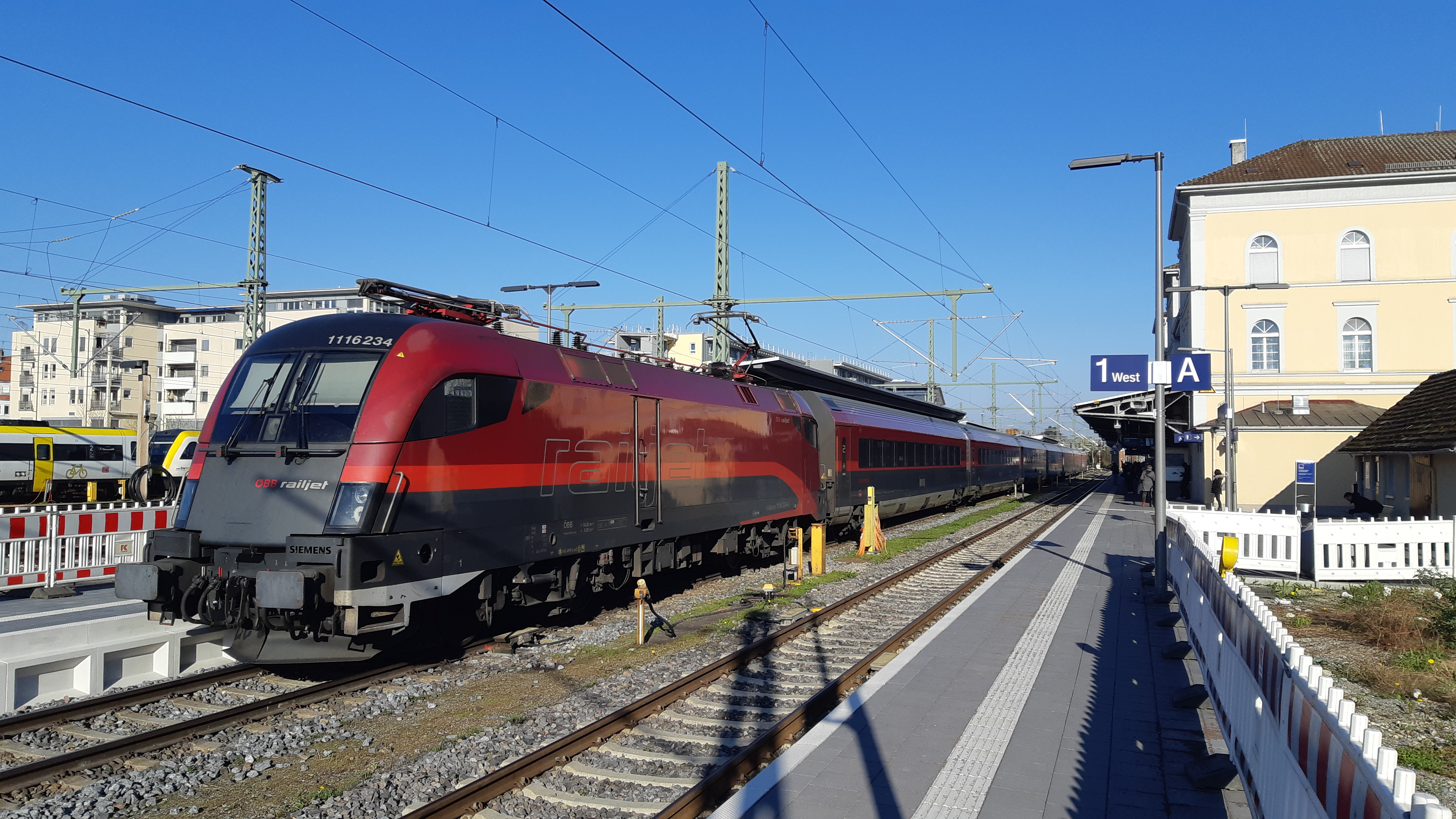
Railjet nach Frankfurt/Wien
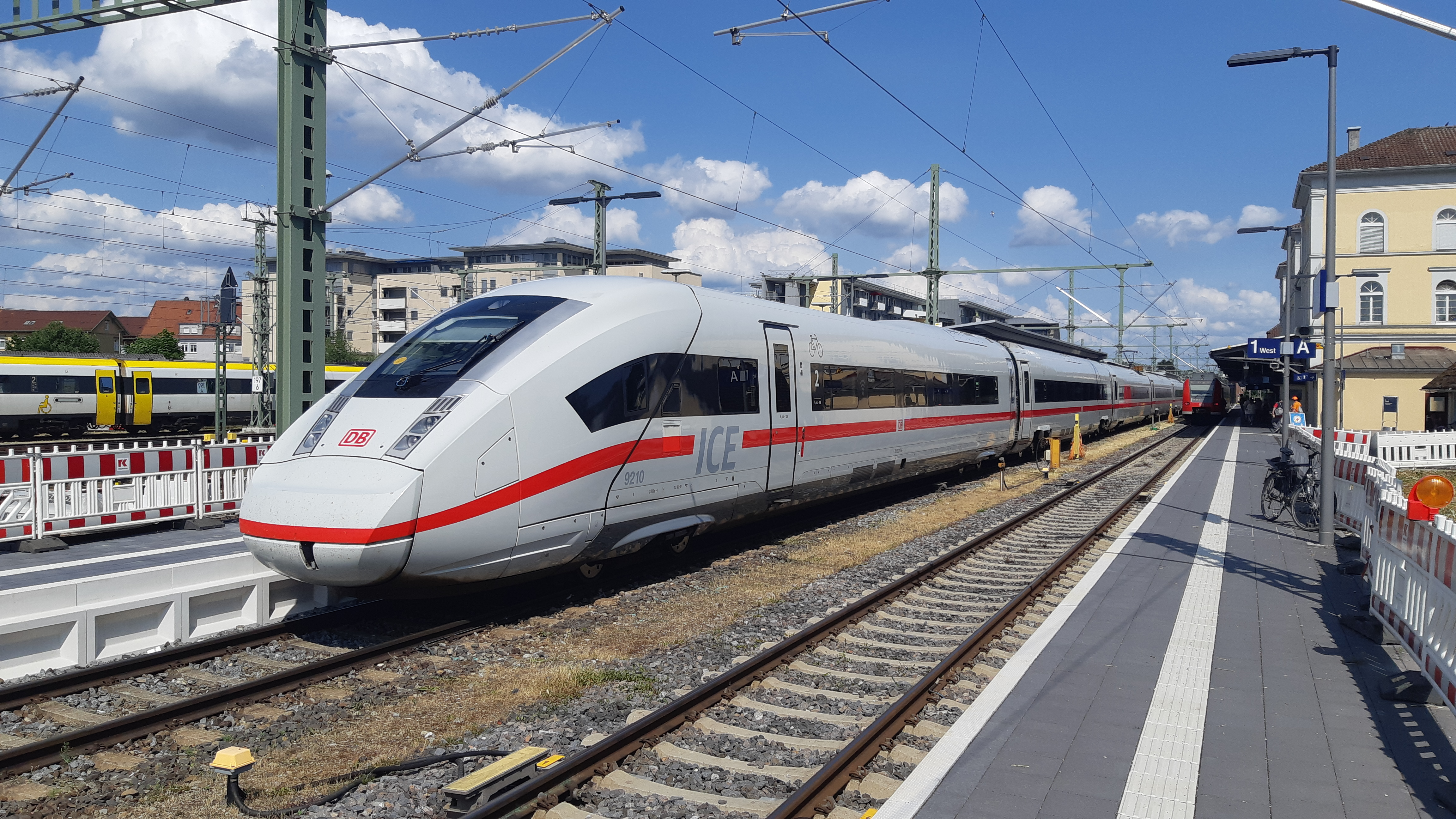
ICE4 nach Dortmund/Innsbruck

 Vor der Elektrifizierung 

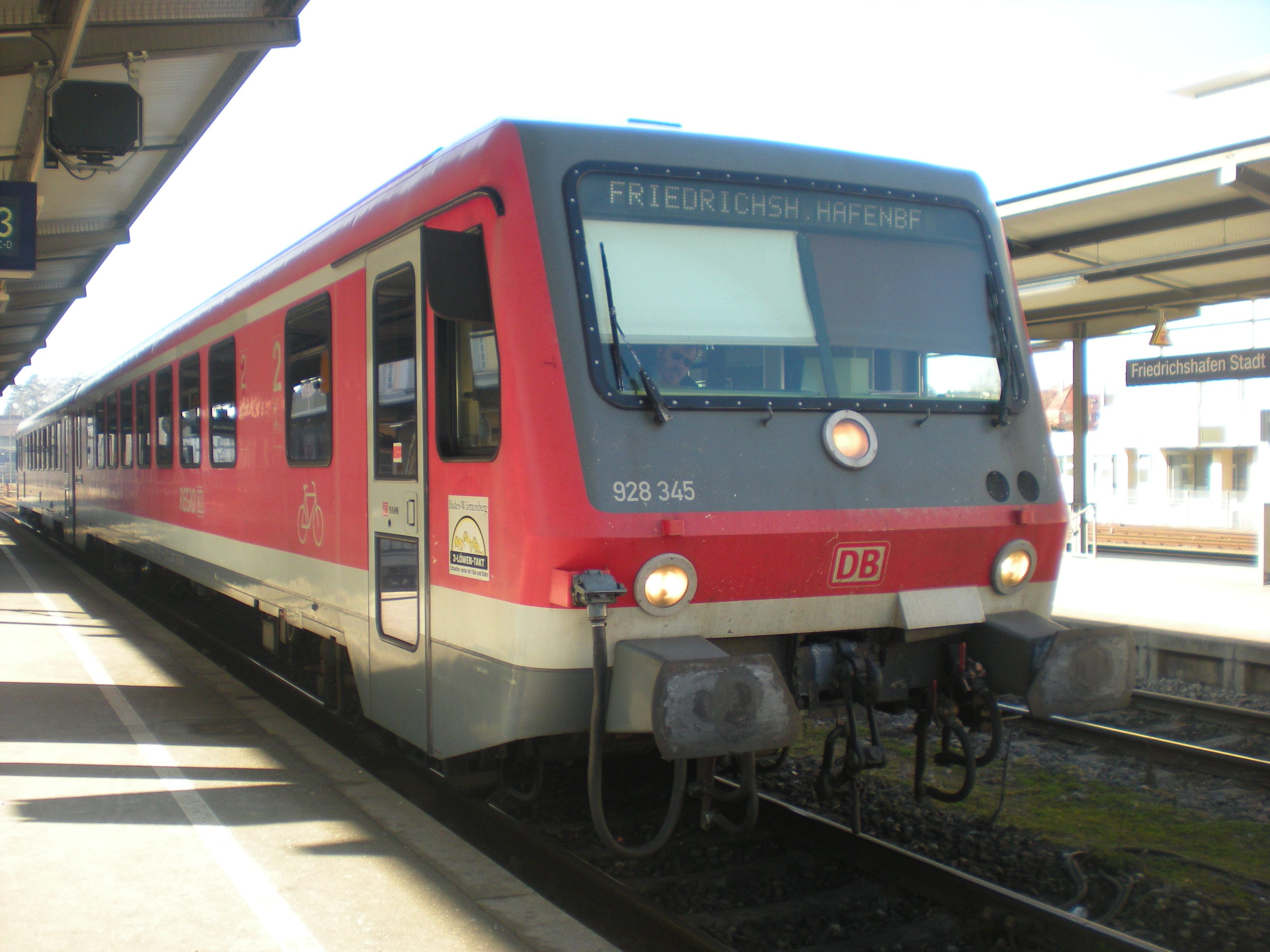
Regionalbahn nach Friedrichshafen Hafen mit Baureihe 628
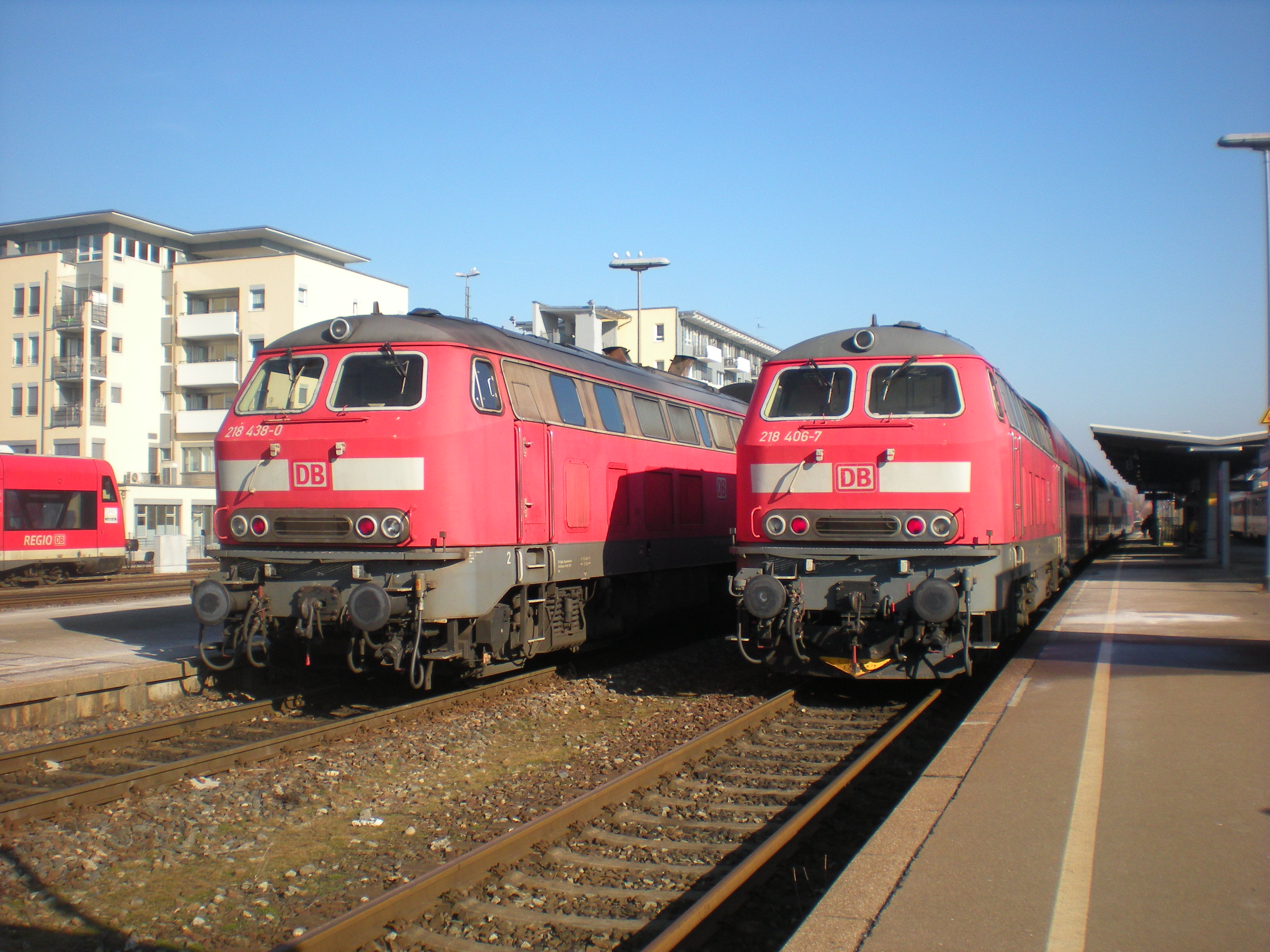
Zwei Lokomotiven der Baureihe 218 mit IRE nach Lindau und Ulm
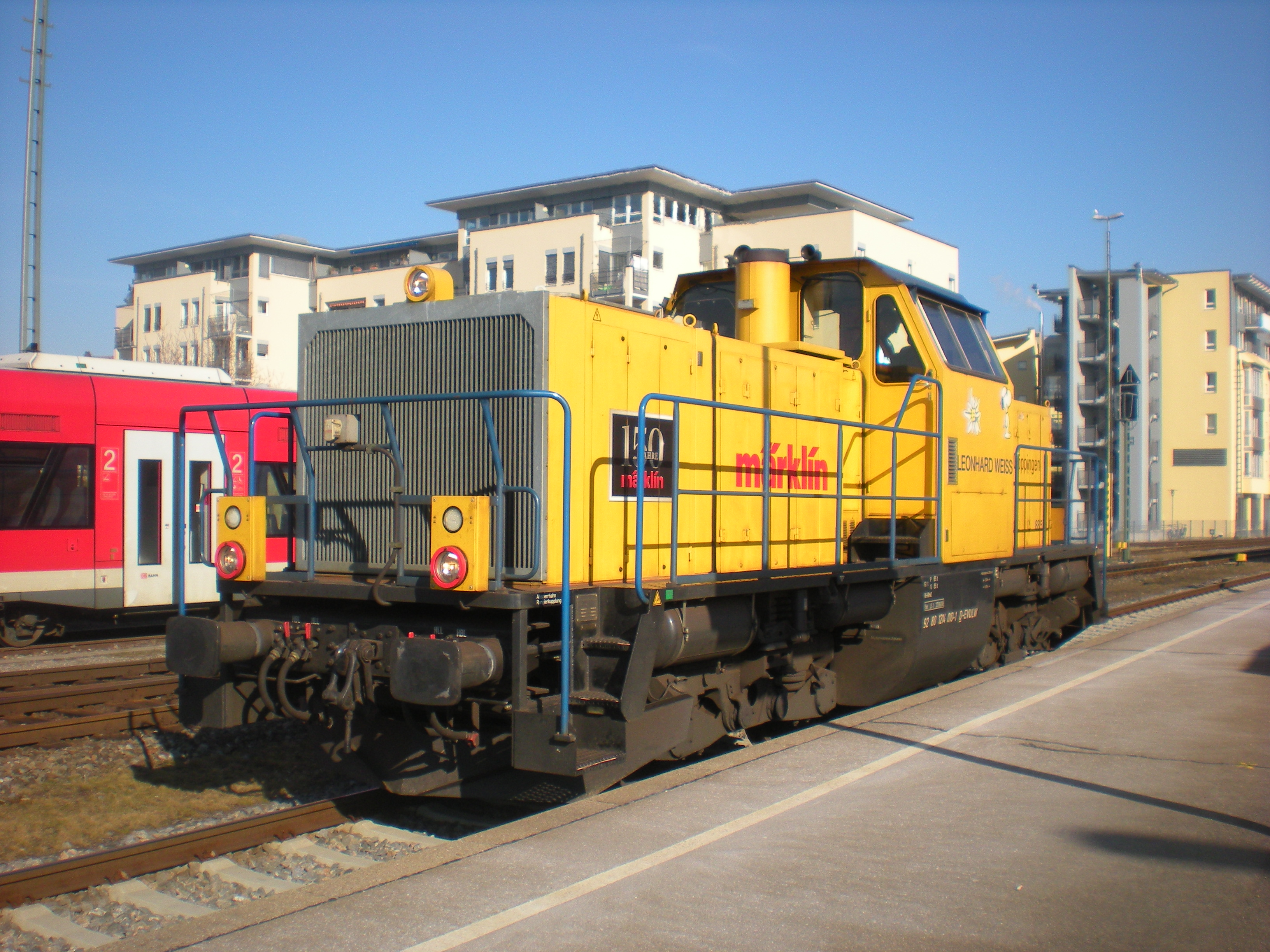
Diesellokomotive der Baureihe V 100 mit Märklin-Werbung
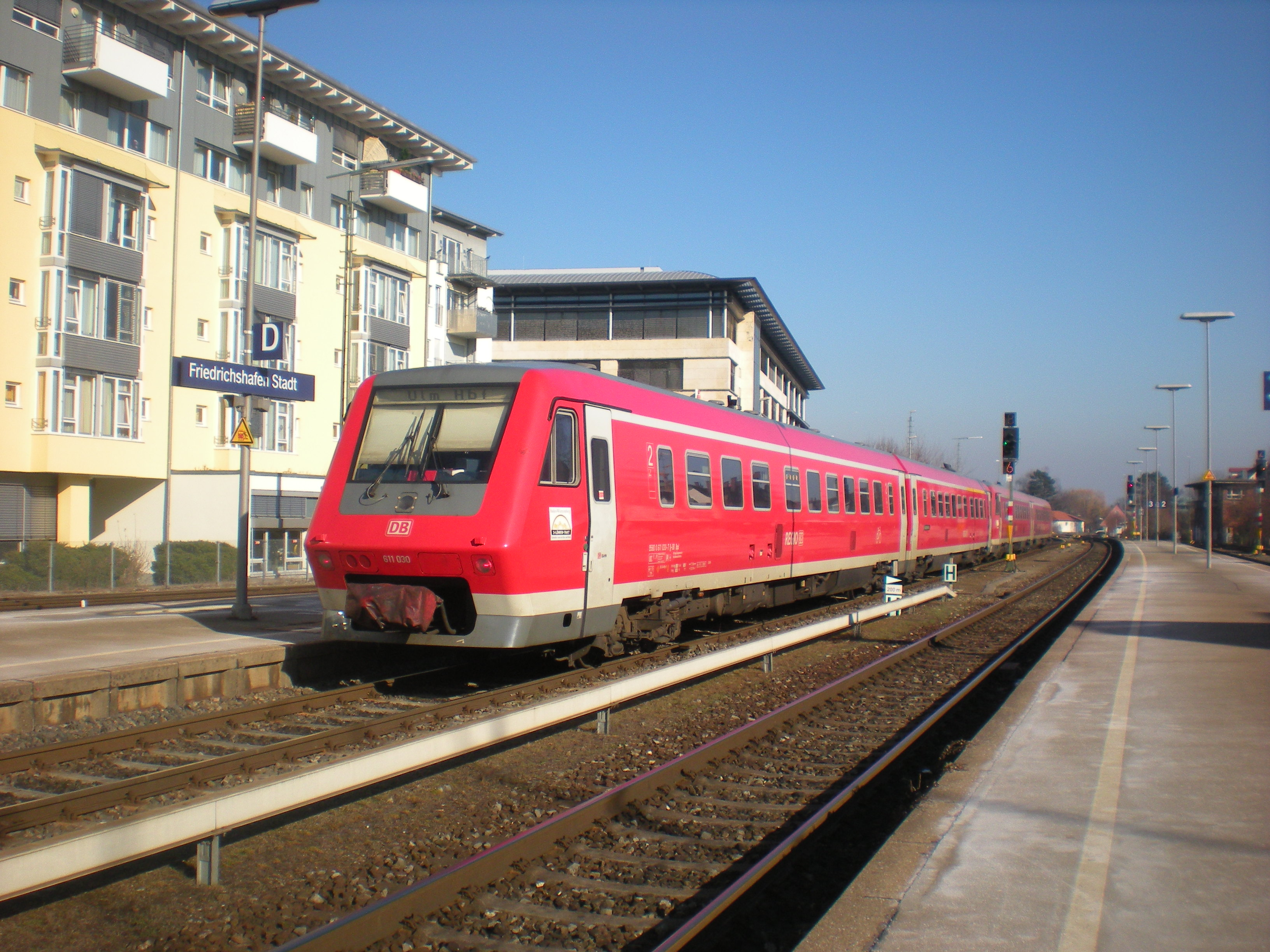
IRE-Sprinter nach Ulm mit Baureihe 611

Für das Jahr 2030 werden 5,38 Millionen Reisende (Ein-, Aus- und Umsteiger) erwartet.

### Busverkehr
Vor dem Bahnhof befindet sich ein Busbahnhof mit 8 Bussteigen. Von dort fahren die Busse von Regionalverkehr Alb-Bodensee und Stadtverkehr Friedrichshafen in die Stadt sowie die umliegenden Ortschaften. Weiterhin sind auch Fernbus-Verbindungen vorhanden.

## Weitere Bahnhöfe in Friedrichshafen

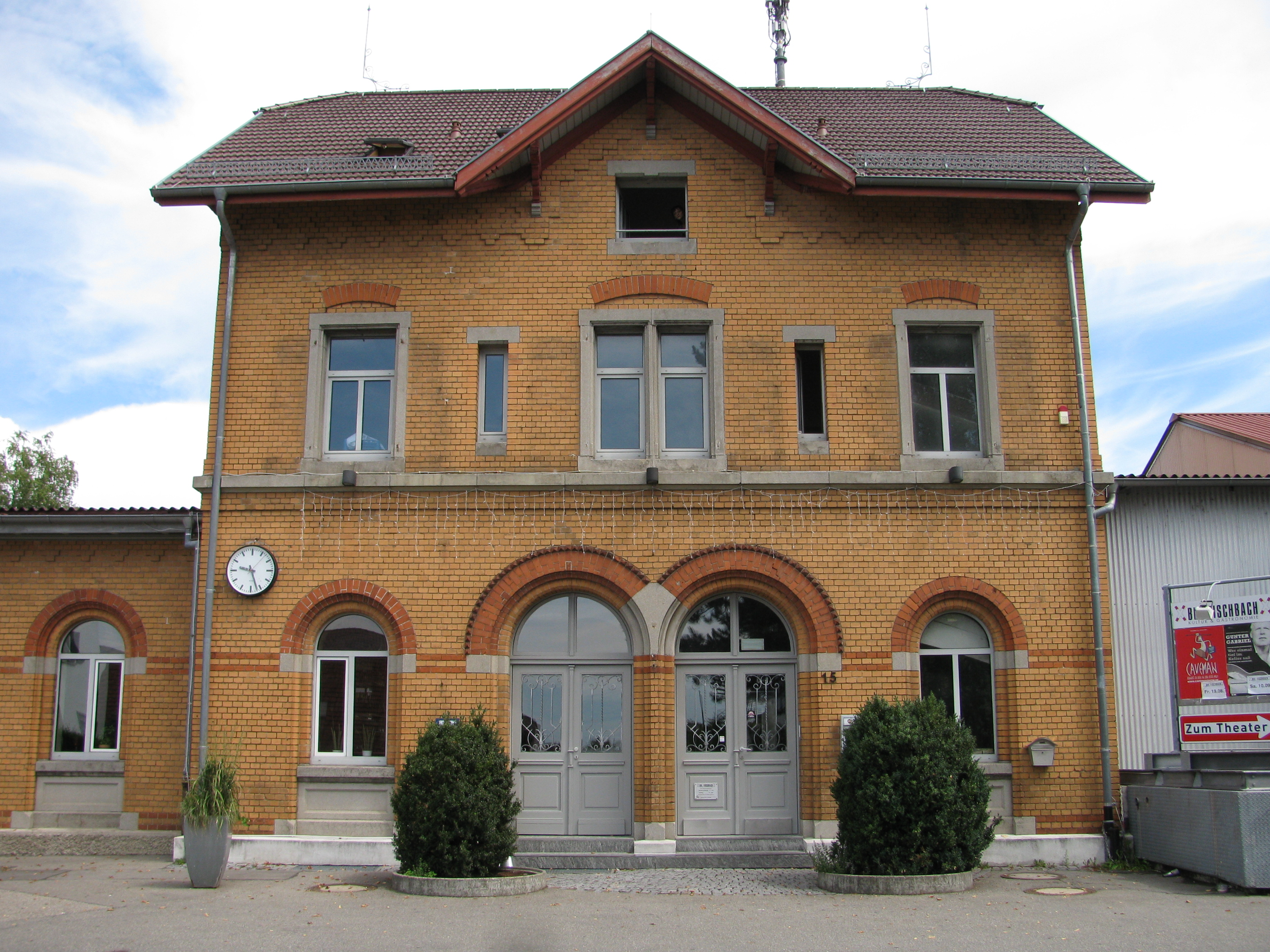
Haltepunkt Friedrichshafen-Fischbach

Neben dem Stadt- und dem Hafenbahnhof existieren in Friedrichshafen die Haltepunkte Löwental und Friedrichshafen Flughafen an der Ulmer Strecke, die Haltepunkte Friedrichshafen-Kluftern, Friedrichshafen-Fischbach, Friedrichshafen Landratsamt und der Bahnhof Friedrichshafen Manzell an der Stahringer Strecke sowie der Haltepunkt Friedrichshafen Ost an der Lindauer Strecke. Außerdem gab es früher die Haltepunkte Seemoos und Friedrichshafen Strandbad, die ebenfalls an der Stahringer Strecke lagen. An der Oberteuringer Strecke existierten die Haltepunkte Friedrichshafen-Zahnradfabrik, Friedrichshafen-Trautenmühle, Friedrichshafen-Meistershofen, Kappelhof und der Bahnhof Berg (b Friedrichshafen). Bereits 1954 wurde hier der Personenverkehr eingestellt. Der Friedrichshafener Güterbahnhof (Friedrichshafen Gbf) befindet sich kurz vor der Verzweigung der Ulmer und der Lindauer Strecke.